# Mahlberg

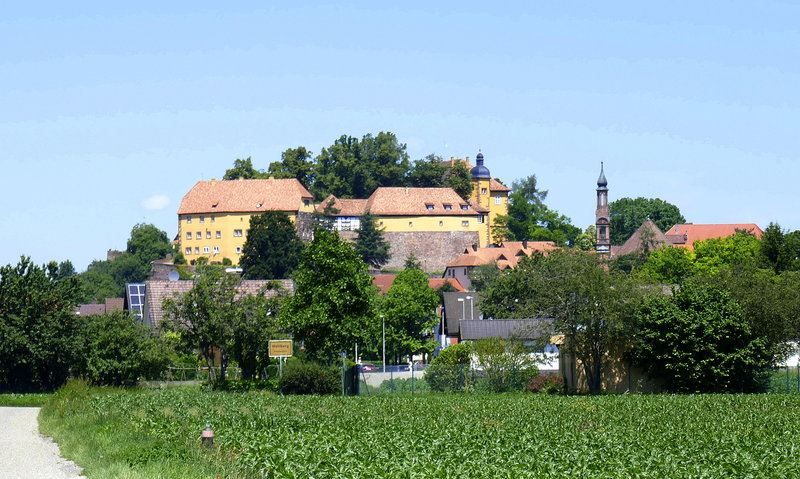
Schloss Mahlberg

Mahlberg ist eine kleine Stadt im Südwesten von Baden-Württemberg und gehört zum Ortenaukreis.

## Geografie
Mahlberg liegt in der Vorbergzone des Schwarzwalds nahe dem Rhein in der Oberrheinischen Tiefebene zwischen den Städten Freiburg im Breisgau im Süden (ca. 40 km) und Offenburg im Norden (ca. 26 km).

### Nachbargemeinden
Unmittelbare Nachbargemeinden sind Kippenheim im Norden (dahinter folgt Lahr), Kappel-Grafenhausen im Westen jenseits der Bundesautobahn 5 und Ettenheim im Südosten (mit dem Ortsteil Altdorf).

### Stadtgliederung
Zu Mahlberg gehört die ehemals selbstständige Gemeinde Orschweier, in der etwa ein Drittel der Gesamtbevölkerung lebt. Zur Stadt Mahlberg in den Grenzen vom 30. September 1973 gehören die Stadt Mahlberg und das Gehöft Allmendhöfe. Zur ehemaligen Gemeinde Orschweier gehören das südlich von Mahlberg gelegene Dorf Orschweier und der Wohnplatz Bahnstation Orschweier. Im Stadtteil Mahlberg lag das in Mahlberg aufgegangene Dorf Altenmahlberg.
Vor einigen Jahren wurde zusätzlich mit der Nachbargemeinde Ettenheim ein interkommunales Industriegebiet namens „DYNA5“ ausgewiesen und erschlossen.

### Klima
Über die Klimaklassifikation nach Köppen und Geiger ist das Klima als ein ozeanisches Klima einzuordnen. Es weist jedoch Ähnlichkeiten zu feucht-subtropischem, humidem Klima auf, da die Durchschnittstemperaturen im Juli und August knapp 22 °C betragen. Im Mai fällt der meiste Niederschlag, während in den Spätsommermonaten ein leichtes Mittelmeerklima herrscht. Mahlberg gehört aktuell mit einer Jahresmitteltemperatur von 11,9 °C zu den wärmsten Regionen Deutschlands.
|                        | Jan | Feb | Mär  | Apr  | Mai  | Jun  | Jul  | Aug  | Sep  | Okt  | Nov  | Dez |   |      |
| Mittl. Temperatur (°C) | 2,8 | 4,0 | 7,4  | 11,2 | 15,2 | 19,7 | 21,8 | 21,1 | 16,5 | 11,7 | 6,9  | 4,6 | ⌀ | 11,9 |
| Mittl. Tagesmax. (°C)  | 5,4 | 7,7 | 12,5 | 17,0 | 20,6 | 25,4 | 28,0 | 27,6 | 22,4 | 16,3 | 10,2 | 7,3 | ⌀ | 16,7 |
| Mittl. Tagesmin. (°C)  | 0,2 | 0,4 | 2,4  | 5,4  | 9,8  | 14,1 | 15,5 | 14,6 | 10,5 | 7,0  | 3,6  | 1,9 | ⌀ | 7,2  |
|                        |     |     |      |      |      |      |      |      |      |      |      |     |   |      |
| Niederschlag (mm)      | 60  | 40  | 42   | 66   | 108  | 69   | 58   | 49   | 45   | 44   | 49   | 46  | Σ | 676  |
|                        |     |     |      |      |      |      |      |      |      |      |      |     |   |      |
| Sonnenstunden (h/d)    | 1,4 | 3,3 | 4,9  | 6,4  | 7,0  | 8,3  | 8,9  | 8,0  | 6,6  | 3,5  | 2,1  | 1,8 | ⌀ | 5,2  |
|                        |     |     |      |      |      |      |      |      |      |      |      |     |   |      |
| Regentage (d)          | 18  | 13  | 13   | 15   | 15   | 13   | 12   | 11   | 10   | 11   | 14   | 16  | Σ | 161  |

| 0,2 |

| 0,4 |

| 2,4 |

| 5,4 |

| 9,8 |

| 14,1 |

| 15,5 |

| 14,6 |

| 10,5 |

| 7,0 |

| 3,6 |

| 1,9 |

| 0,2 |

| 0,4 |

| 2,4 |

| 5,4 |

| 9,8 |

| 14,1 |

| 15,5 |

| 14,6 |

| 10,5 |

| 7,0 |

| 3,6 |

| 1,9 |

## Geschichte

### Bis zum 19. Jahrhundert
Mahlberg wurde im Jahre 1215 erstmals urkundlich erwähnt. Bereits 1221 wurde dem Ort von Kaiser Friedrich II. das Marktrecht verliehen, bis 1223 erfolgte die Erhebung zur Stadt. Mahlberg war zu dieser Zeit Reichsgut und Sitz eines Reichschultheißen. Im Anschluss an die von 1218 bis 1246 dauernde Zugehörigkeit zu den Staufern war der Ort Teil des Herrschaftsbereichs der Herren von Geroldseck.
Bei der Geroldseckischen Hausteilung 1277 kam Mahlberg zur unteren Herrschaft (Herrschaft Lahr-Mahlberg). Als die Lahr-Mahlberger Linie mit Heinrich III. von Geroldseck 1426 im Mannesstamm ausstarb, fiel das Erbe an Graf Johann I. von Moers-Saarwerden. 1442 verpfändeten die Grafen von Moers-Saarwerden die Hälfte des Lahr-Mahlberger Erbes an die Markgrafen von Baden, die schließlich 1497 ihren Teil käuflich erwarben, womit sich Mahlberg fortan jeweils zur Hälfte im Besitz der Markgrafen von Baden und der Grafen von Moers-Saarwerden befand. Ersteren folgten 1533 die Markgrafen von Baden-Baden, letzteren folgten 1527 die Grafen von Nassau-Saarbrücken. Die religiösen Spannungen zwischen den katholischen Baden-Badenern und den protestantischen Nassauern führten unter Markgraf Wilhelm von Baden-Baden 1629 zur Realteilung des Kondominats Lahr-Mahlberg durch Losentscheid, wobei Lahr an Nassau, Mahlberg an Baden-Baden fiel. Nach Auflösung des Kondominats im Jahr 1629 wurde die Stadt ein Zentrum der Baden-Badener Herrschaft.
Nach dem Reichsdeputationshauptschluss wurde Mahlberg zunächst Sitz des gleichnamigen Oberamtes, das zur Landvogtei Hochberg gehörte. 1806 wurde es als landesherrliches Amt dann direkt der Provinz des Mittelrheins unterstellt. Bei der erneuten Neuordnung 1809 wurde es als Amt Mahlberg dem Kinzigkreis mit Sitz in Offenburg unterstellt. Schließlich wurde das Mahlberger Amt 1813 mit dem Amt Ettenheim vereinigt. Das neue Amt nahm in Ettenheim seinen Sitz. Von diesem Zeitpunkt an hatte Mahlberg als Stadt keine Bedeutung mehr in der Verwaltungsgeschichte von Baden. Im Jahr 1900 lebten in Mahlberg 962 meist katholische Einwohner.

### 20. Jahrhundert
Seit 1924 gehörte die Stadt zum Bezirksamt Lahr, aus dem 1939 der Landkreis Lahr wurde. 1935 verlor Mahlberg im Zuge der nationalsozialistischen zentralen Verwaltungs-„Bereinigung“ seine Stadtrechte, bekam diese jedoch 1950 wieder zurück, nachdem sich der damalige badische Ministerpräsident Leo Wohleb (noch vor der Gründung Baden-Württembergs) dafür eingesetzt hatte. Mit der Auflösung des Landkreises Lahr fiel Mahlberg an den neuen Ortenaukreis.

### Eingemeindungen
Die bis dahin selbständige Gemeinde Orschweier wurde im Zuge der Gemeindereform in Baden-Württemberg am 1. Oktober 1973 in die Stadt Mahlberg eingemeindet. Dem gingen – letztlich ergebnislose – Verhandlungen auch mit den Nachbargemeinden Ettenheim und Kippenheim voraus.

## Demographie
Einwohnerzahlen nach dem jeweiligen Gebietsstand.
| Jahr      | 1805 | 1961  | 1970  | 2011  | 2022  |
| --------- | ---- | ----- | ----- | ----- | ----- |
| Einwohner | 746  | 1.438 | 1.746 | 4.676 | 5.361 |

## Politik

### Verbände
Mahlberg ist eine der kleinsten Städte Baden-Württembergs und trotzdem selbstständig. Mit der größeren Nachbarstadt Ettenheim verbindet sie ein Wasser- und Abwasserzweckverband, zusätzlich ein gemeinsames „Interkommunales Industriegebiet DYNA5“. Sie gehört außerdem mit den Gemeinden Kappel-Grafenhausen, Ringsheim und Rust der Vereinbarten Verwaltungsgemeinschaft der Stadt Ettenheim an.

### Gemeinderat

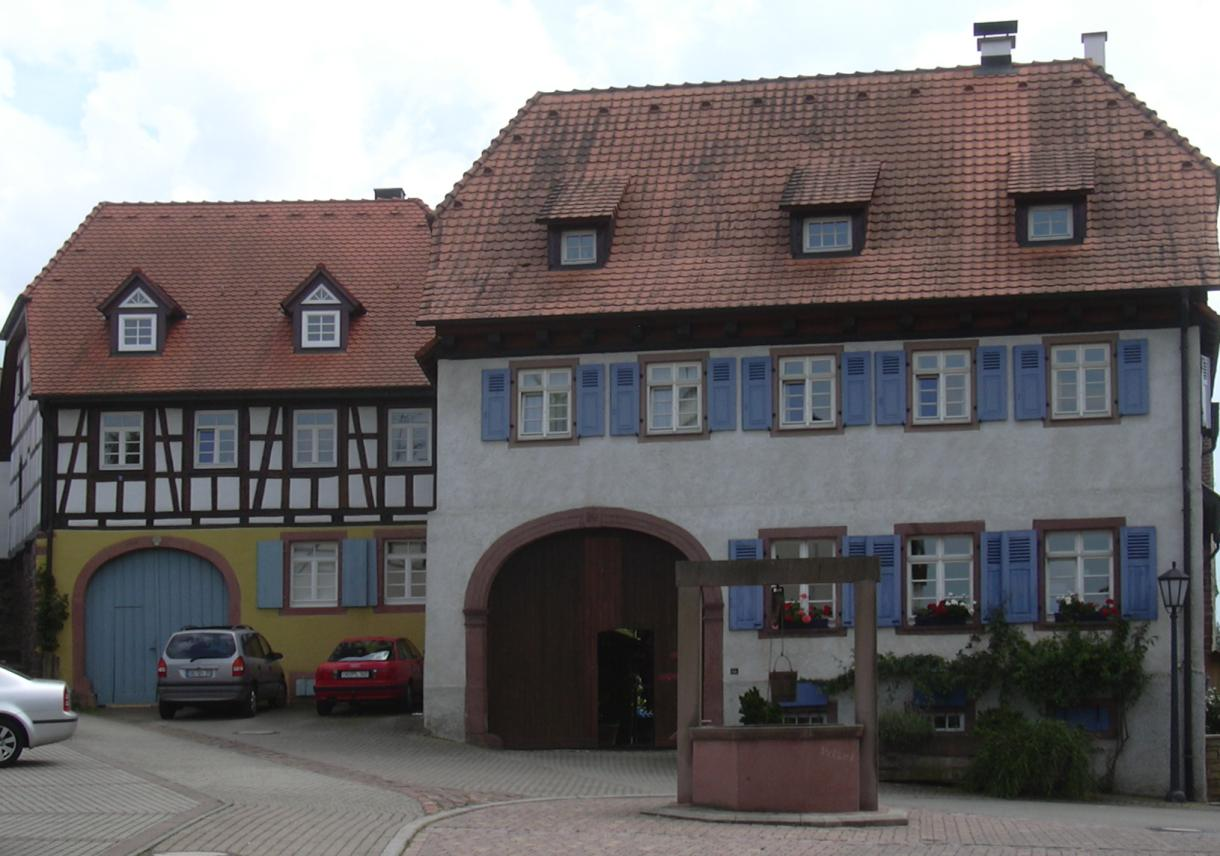
Ackerbürgerhäuser

Dem Gemeinderat gehören drei Gemeinderätinnen und elf Gemeinderäte an. Bei der Kommunalwahl am 9. Juni 2024 kam es bei einer Wahlbeteiligung von 59,2 % zu folgendem Ergebnis:
| Partei / Liste                  | 2024          | 2024   | 2019          | 2019   |
| Partei / Liste                  | Stimmenanteil | Sitze  | Stimmenanteil | Sitze  |
| ------------------------------- | ------------- | ------ | ------------- | ------ |
| CDU                             | 28,7 %        | 4      | 31,1 %        | 4      |
| BürgerForum Mahlberg+Orschweier | 34,1 %        | 5      | 31,0 %        | 4      |
| SPD                             | 10,1 %        | 1      | 11,6 %        | 2      |
| FWV                             | 27,1 %        | 4      | 26,3 %        | 4      |
| Wahlbeteiligung                 | 59,2 %        | 59,2 % | 51,2 %        | 51,2 % |

### Bürgermeister
Im September 2010 wurde Dietmar Benz mit 96,05 % der Stimmen für eine dritte Amtszeit bestätigt. Bei seiner erneuten Wiederwahl am 23. September 2018 konnte er 85,5 % der gültigen Stimmen auf sich vereinen.

### Wappen
- Die Blasonierung des Mahlberger Wappens lautet: „In Blau balkenweise zwei silberne, sechsstrahlige Sterne über einem goldenen Sechsberg.“
- Die Blasonierung des Wappens von Orschweier lautet: „In Rot eine goldgestielte, grünbespitze, goldene Rose mit vier grünen Blättern, überdeckt von einem goldenen Astschrägkreuz, beseitet von je einem sechsstrahligen goldenen Stern.“

### Partnerschaft

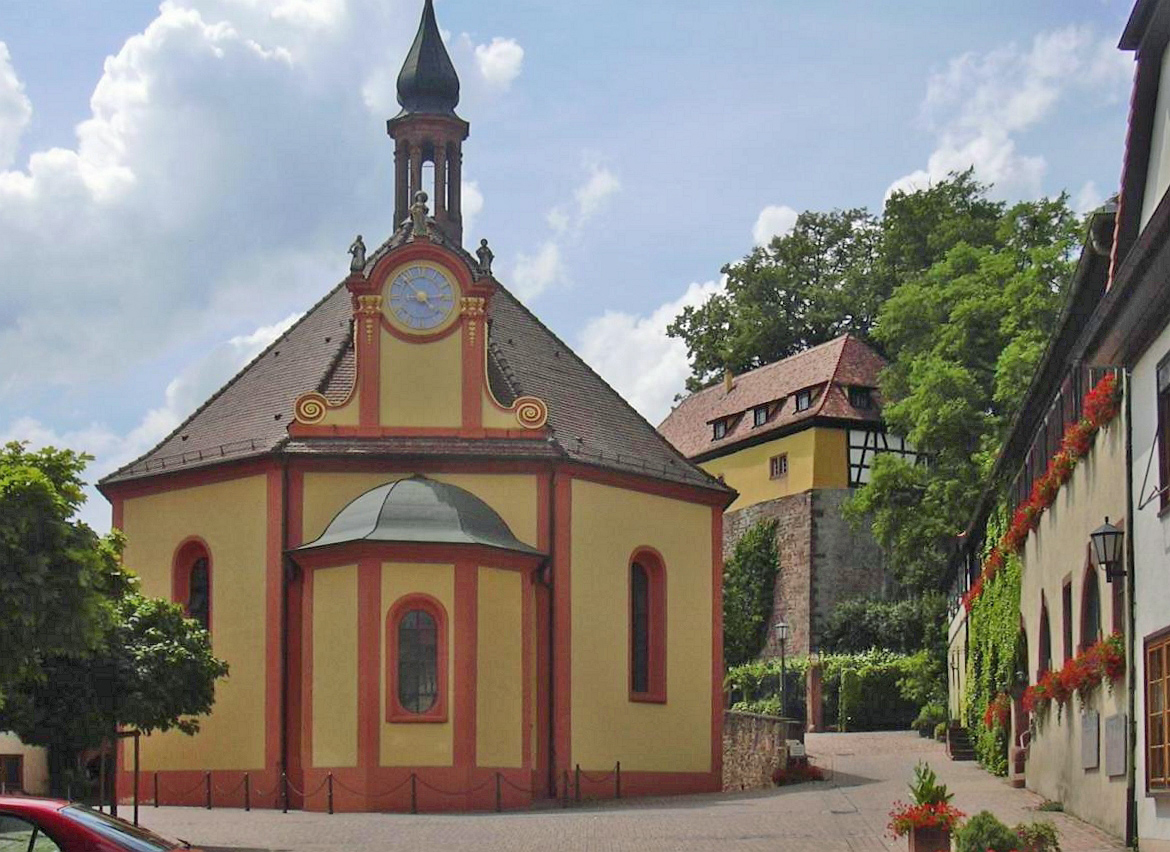
Evangelische Kirche und Schloss

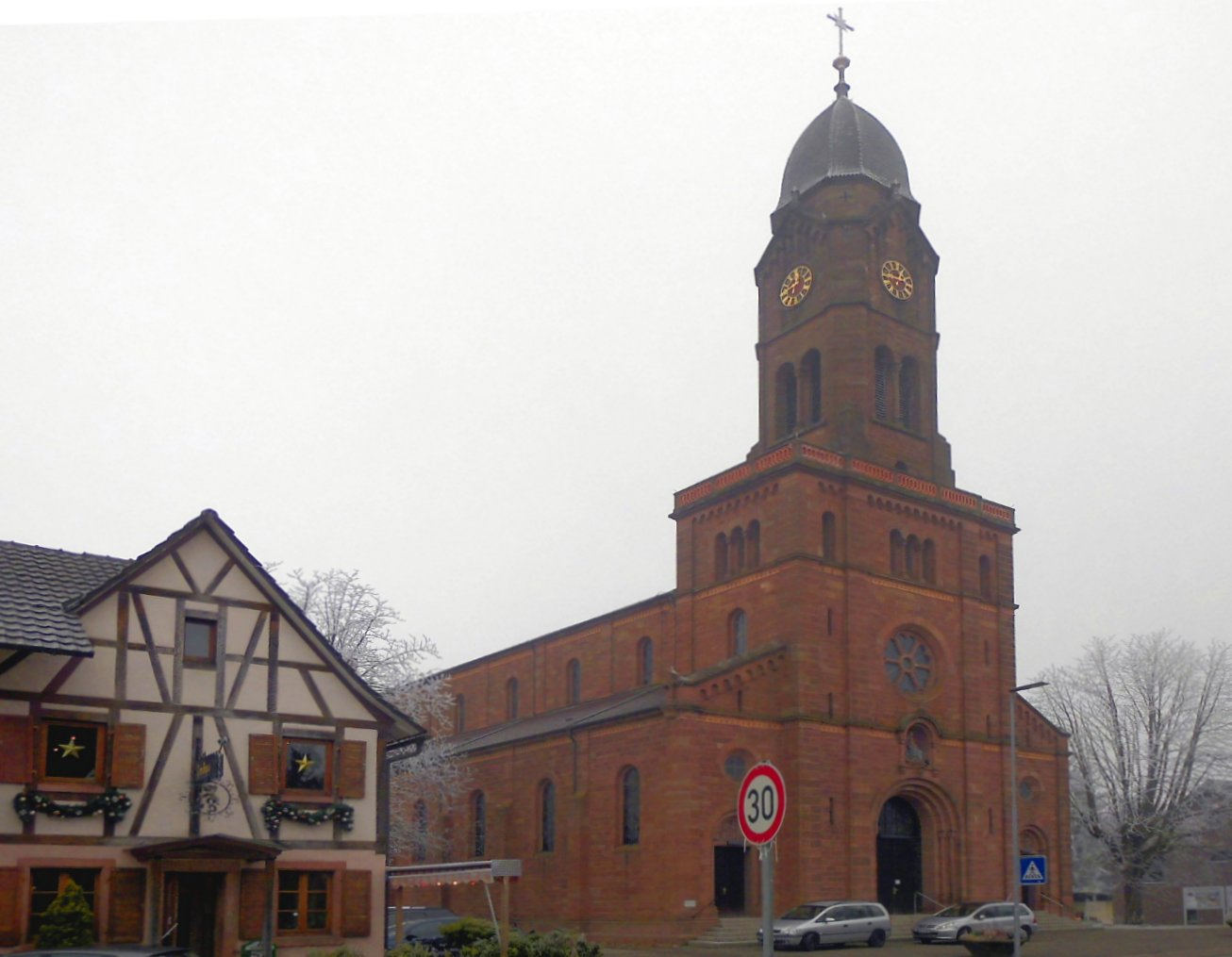
Kirche St. Leopold

Mahlberg unterhält eine Partnerschaft mit der französischen Gemeinde Malaucène in der Region Provence-Alpes-Côte d’Azur.
Malaucène liegt an den westlichen Ausläufern der Seealpen und etwa 40 km nordöstlich der im Rhônetal gelegenen Stadt Avignon.

## Kultur und Sehenswürdigkeiten

### Bauwerke
- Das weithin sichtbare, lange den Markgrafen von Baden-Baden gehörende Schloss Mahlberg (heute im Besitz der Freiherren von Türckheim-Böhl) als Wahrzeichen der südlichen Ortenau[9]
- Die 1687/89 erneuerte Katharinenkapelle mit ihrem achteckigen Grundriss, heute evangelische Pfarrkirche, mit einer weitgehend aus dem 18. Jahrhundert stammenden Ausstattung
- Die katholische Pfarrkirche St. Leopold von 1871/74

### Museen
Seit 1992 besteht in einer ehemaligen Zigarrenfabrik das Oberrheinische Tabakmuseum, wo die Tradition und Bedeutung der Tabakherstellung in ihren einzelnen Arbeitsgängen gezeigt wird. Der Anbau von Tabak war 200 Jahre lang ein bedeutender Zweig der Landwirtschaft in der Oberrheinebene.

### Weiteres
- Der Radbrunnenhof
- Verschiedene Brunnen, darunter ein in Sicherung begriffener aus römischer Zeit

## Wirtschaft und Infrastruktur

### Verkehr
Mahlberg ist über die Autobahnausfahrt Ettenheim/Mahlberg (Nr. 57a) der A 5 (Basel – Karlsruhe) zu erreichen, an der auch die Autobahnraststätten Mahlberg-Ost und Mahlberg-West liegen. Durch die Gemarkung von Mahlberg verläuft die Bundesstraße 3 (Buxtehude – Weil am Rhein).
Im Ortsteil Orschweier liegt ein Bahnhof an der Rheintalbahn. Dieser wird im Stundentakt vom Regional-Express beziehungsweise der Regionalbahn nach Offenburg und Basel bedient. Vom 22. Dezember 1893 bis 31. August 1966 verkehrte die Lokalbahn Rhein–Ettenheimmünster. Das Bahnhofsgebäude selbst ist ein Werk des Architekten Friedrich Eisenlohr.
Durch eine Alltagsroute aus dem Radnetz Baden-Württemberg ist Mahlberg an Ettenheim vorbei mit Emmendingen und über Kippenheim mit Lahr verbunden.

### Regenerative Energien
Mahlberg besitzt auf dem Dach der Schule ein eigenes Solarkraftwerk mit einer Leistung von 33 kWp. Als erste Gemeinde im Ortenaukreis wurde sie dafür von der Deutschen Umwelthilfe mit dem Titel „Solar-Kommune“ ausgezeichnet. Darüber hinaus wurden auf der Gemarkung seit Juni 2002 zwei der damals größten und leistungsstärksten serienmäßig hergestellten Windenergieanlagen der Welt mit je 2,5 Megawatt Leistung installiert. Eine davon ist jedoch seit Jahren außer Betrieb. Mittlerweile hat Mahlberg mehrere private Solaranlagen bezuschusst, weitere eigene Dachflächen (etwa des Feuerwehrhauses und Tabaktrockenschopfes des Tabakmuseums) für Solaranlagen verpachtet.

### Bildung
In Mahlberg wurde 2010 die bisherige Hauptschule zugunsten einer mit der Nachbargemeinde Kippenheim gemeinsam betriebenen „Werk- und Realschule“ aufgelöst, um damit einer von der baden-württembergischen Landesregierung angedrohten Auflösung einer der beiden Hauptschulen zu entgehen. Die vierklassige Mahlberger Grundschule mit zwei ersten „Filial“-Klassen im Ortsteil Orschweier wurde unter Eigenverwaltung beibehalten. Zudem ist Mahlberg Schulträger der „Hansjakob-Förderschule“ für den Ortenauer Südbezirk, die im Orschweierer Schulgebäude mit untergebracht ist und anteilig von den benachbarten Südbezirks-Gemeinden Ettenheim, Ringsheim, Rust und Kappel-Grafenhausen mit finanziert wird.

## Persönlichkeiten

### Söhne und Töchter der Stadt
- Josef Loreye (1767–1844), römisch-katholischer Priester, Lyceumsdirektor in Rastatt
- Johann Samuel Huber (1778–1858), Theologe, Generalsuperintendent der Evangelisch-Lutherischen Kirche Moskaus
- Friedrich Landolin Karl von Blittersdorf (1792–1861), badischer Beamter
- Fidel Binz (1850–1920), badischer Bildhauer
- Karl Kromer (1865–1939), Komponist und Musiker
- Eugen Würth (1917–1971), Dienstaufsicht über alle KZ-Lager des  Unternehmens Wüste, Freispruch vor Gericht.[12]
- Josef Naudascher (1930–2014), Historiker und Heimatforscher, Ehrenbürger der Stadt Mahlberg

### Weitere bekannte Einwohner
- Ludwig Wilhelm von Baden-Baden („Türkenlouis“, 1655–1707), Markgraf von Baden-Baden, verbrachte einen Teil seiner Jugendjahre auf Schloss Mahlberg.
- Johann Heinrich David von Hennenhofer (1793–1850), badischer Diplomat, lebte im Ruhestand zeitweise in Mahlberg.
- Wolfram Siebeck (1928–2016), Kolumnist und Gastrokritiker, hatte seit Ende der 1980er Jahre einen seiner Wohnsitze im Mahlberger Schloss.
- Christina Obergföll (* 1981), Speerwerferin, Weltmeisterin Leichtathletik-Weltmeisterschaften 2013 in Moskau, Europarekord im Speerwurf; nach ihr ist im Ort eine Straße benannt.

### Mit Mahlberg verbunden
Der luxemburgische Großherzog Henri von Nassau trägt in seinem Namen auch den Titel eines Herrn von Mahlberg.